# 全国組織指導部
全国組織指導部（独：Reichsorganisationsleitung）は、国民社会主義ドイツ労働者党（ナチ党）の組織である。

## 概要
全国組織指導部は、1928年に党組織委員会（Organisationsausschuss der Partei）が改組され発足した。
1928年から1932年まではグレゴール・シュトラッサーの指導下にあり、その後、技術組織と党との政治的結合を目指し、1932年から1945年までロベルト・ライが指導者となった。
ナチ党の政権掌握後の1933年からは、党全ての組織問題の処理、党の政治指導者の選定と育成を担当した。

## 全国組織指導者
1934年5月12日付の副総統指令では全国組織指導部の最高責任者である、全国組織指導者の責務について以下のように定義している。
- 各全国指導者、並びに、全国指導部所管の各部署による指令、施行は、全国組織指導者との組織運営と政策決定に関する協議の上で認可されるものとする。

全国組織指導者は、党組織の最高責任者であると共に、党の養成機関、人事組織の総監としてあり、それらに関する職務遂行にあたっては、全国組織指導者代理としての権限をもつ以下の部署に属する主席補佐官・顧問が派遣された。
- 最高組織局（Hauptorganisationsamt）
- 教育指導総本局（Hauptschulungsamt）
- 最高人事局（Hauptpersonalamt）

これら補佐官は、主に以下の部署の指導にあたった。
- 最高幕僚局（Hauptstabsamt）
- 経営細胞組織総務局（NSBO）
- 全国党大会運営指導本部及び手工業・商業総務局（Organisationsleitung der Reichsparteitage und das Hauptamt handwerk und handel）

副総統官房所管の以下の担当部署は、行政、組織、人事及び懲戒に関連して全国組織指導者の監督下にあった。
- 党婦人連盟（NS=Frauenschaft）
- 国民公共福祉総局（Hauptamt für Volkswohlfahrt）
- 国民衛生総局（Hauptamt für Volksgesundheit）
- 党学生同盟（NSDStB=NS-Studentenbund）
- 党講師連盟（NSDDB=NS-Dozentenbund）
- 戦争犠牲者福祉総局（Hauptamt für Kriegsopfer）
- 官吏総局（Hauptamt für Beamten）
- 教員総局（Hauptamt für Erzieher）
- 地方自治体総局（Hauptamt für Kommunalpolitik）
- 技術局（Amt für Technik）

上記のように、全国組織指導部は比較的、広範な党の組織的問題の処理、運営管理の役割を担っていた。

## 組織指導者
全国組織指導部配下の各政治指導部に配属される組織指導者は指導部全ての組織・活動の監督にあたり、組織問題においては些細な問題であっても速やかな解決が必要とされた。上層部からの指令や布告は可能な限り、組織運営の議題として扱われず早急な施行が推奨されたが、これは、指導部の官僚化を防ぎ、組織の活性化を促進する組織論として定義されていた。
大管区組織指導者は、統轄下の各管区・地区の政治指導者達との会合を定期的に開催し、単なる書面による指示や報告に終始しない組織間の直接的な交流を行い、党の結束を強固なもとするよう努めるものとされた。また、党の諸組織もこれらと同様、個々の会合や会議の開催が推奨された。
組織指導者は、あらゆる点において客観的な顧問として対応にあたり、個々の部署間の摩擦や対立などの処理・解決の任をうけた。大管区における組織的・領土的問題は、全国組織指導部の許可を得てのみ取り組むことができ、施行に至る前には必ず全国組織指導部への報告を必要とした。

### 組織指導者の基本方針[2]
組織指導者の基本的な指導方針として以下の点が規定された。
- Ⅰ. 組織指導者は、その組織代表として全ての事務所・団体組織及び支部の協力関係の確立に努める。
- Ⅱ. 組織指導者は、全党機構・部署の確実な運営確保に注視する。
- Ⅲ. 組織指導者は、党組織間の結束を確認する。
- Ⅳ. 組織指導者は、党大会及び各地における党の行事の総監督者としてその運営にあたる。大会運営にあたっては、組織の統制と負担防止のため審査に努める。また、宣伝指導部は大会運営の演出指導担当にあたる。
- Ⅴ. 地方団体における総会等の執行は組織指導者の責任であり、遂行にあたらない場合、運営は宣伝指導者の責任としてある。
- Ⅵ. 組織指導者は、指導者の模範的存在として有るべきである。布告における期限の厳格な設定は単に組織的運営として有るのみならず、活動の規律化を図るものとして重要である。
- Ⅶ. 組織指導者は、各部署の活性化に努める。
- Ⅷ. 組織指導者は、各部署の組織構成についても責任を持ち、本局・局・細胞・街区の設置においては、その検閲・認可の裁量にあたる。
- Ⅸ. 組織指導者は、政治指導者の職務態度を見直しつつ、以下の点に留意する。
  - （a）国民への過度の緊迫感の解消
  - （b）各部署が必要とする人的・物的資材の確保
  - （c）党綱領に従う、思想的・世界観的指導及び国民社会主義への領導
  - （d）非活動的・反党的党構成員の厳格な除名処分

- Ⅹ. 組織指導者は、全部署・組織名簿の作成にあたり、組織の監督と当局への通告の促進を図る。
- XI. 組織指導者は、各部署の責任が負わない、または党の思想的任務に属さない事業について自己負担への細心の注意を払う必要がある。
- XII. 当局の代表として組織指導者は、政治指導者の活動奉仕が国民間への流動と共に、国民自身の中で自発的に行われ如何なる状況となっても、政治指導者の活動は多かれ少なかれ良く発達した部署において行われるようにその組織化にあたる。我々の活動力の問題は、我々自身の国民同胞間への進出に立脚するものであり、党活動への参入機会のない国民の政治的参加の是非の問題にあるのではない。
その為、党の地区指導部の組織運営は制限されるが、党街区・細胞の運営により国民の中から厳選された有望たる指導層が確立しつつある点を確認しなければならない。党機構が適切に機能する限り、政治指導者と国民間の協力者を互いに一致させ、同時に実践的・世界観的指導を行うのに適した指導者会議を多数開催すべきものとする。
- XIII. 組織指導者は、政治指導者の内外の方向性においても責任を有する。スポーツ及び教育面での必要な措置を実行する為、各養成機関の監督者としての任にあたることが可能である。
- XIV. 組織指導者は、人事局の責任者及び教育指導者と密接に協力する。
- XV. 党組織指導部の従属関係は次のように規定される。
  - 全国組織指導部（Reichsorganisationsleitung）
  - 大管区組織指導部（Gauorganisationsleitung）
  - 管区組織指導部（Kreisorganisationsleitung）
  - 地区組織指導部（Ortsorganisationsleitung）

- XVI. 組織指導者は、加盟組織、婦人連盟、学生同盟その他の全ての活動組織間の合意に責任を有する。即ち、大管区の境界、地区・細胞・街区の合併、分離問題に責任を有する。
- XVII. 最高組織局の任務は、特に党理事会・監査局並びに、党関連団体の部署名、組織目的の定義の監修が含まれる。最終的な選定は総統により認可される。

上記の指導方針は各政治指導部の組織部や上級部署において適用された。

## 組織構造

### 全国組織指導部[3]
-  全国組織指導者（Der Reichsorganisationsleiter der NSDAP.）
  -  幕僚局（Stabs）
  -  副官室（Adj.）
  -  最高組織局（Hauptorganisationsamt）
  -  全国党大会運営指導本部（Organ.leitg. d. Reichsparteitage）
  -  教育指導総本局（Hauptschulungsamt）
  -  オルデンスブルク政治指導者学校（NS-Ordensburg）
  -  最高人事局（Hauptpersonalamt）
  -  指導者代行委員（Beauftragter）
  -  経営細胞組織総務局（NSBO）
  -  労働戦線（DAF）
  -  手工業・商業総務局（Handwerk und Handel）

### 最高組織局[4]
- 組織本局
  - 理事会
  - 訓練指導局
    - 行動訓練本部
    - 射撃訓練本部
    - スポーツ本部
    - 勤務及び社会教育訓練本部
    - 音楽指導本部

  - 統計局
    - 統計本部
      - 地区統計
      - 地方統計
      - 人口及び比較統計
      - 要目及び部署
      - 申告状況

    - 指導者統計本部
      - 政治指導者
      - 監査及び協会団体
      - 党式典及び全国党大会

    - 人員統計本部
      - 党員
      - 党付属組織
      - 党関連組織

  - グラフィック局
  - 組織連絡局
    - 党部署
    - 規約及び団体規則
    - 役員
    - 監督諸組織
    - 主要協会
    - 文書課

  - 地方組織局
    - 地方統制及び再配置本部
      - 管区/地区/細胞/街区
      - 主要拠点、街道
      - 団体及び構成員
      - 都市及び都市団体

    - 党員文献担当本部
      - 大管区及び管区
      - 地区及び地域

    - 地方文献担当本部
      - 全国/大管区/管区/地区
      - 関連団体
      - 地図

  - 補填及び調達局
    - RZM（国家装備統制局）（英語版）連絡課
    - 組織連絡課
    - 制服
      - 政治指導者
      - オルデンスブルク政治指導者学校
      - 党指導学校

    - 党付属組織衣類
      - DAF.及び工場組合
      - 党付属団体
      - 各組織指導学校

    - 党備品及び記章、看板
    - 調達本部
      - 制服及び衣類
      - 党備品及び記章
      - 看板
      - 経理課
      - 規格統一管理課

  - 組織委託局
    - 常務本部
    - 地区細胞・街区機構調整本部
    - 調整本部
    - 世帯掲示本部
    - 政治共同体、事務本部
      - 監査、報告
      - 文書、証明書及び異動

  - 組織文献局
    - 校訂本部
      - 党組織要覧及び衣類図
      - 組織報道
      - 住所目録

    - 主要校訂本部
      - 点検
      - 編集
      - 記録、保管